# Lapidario

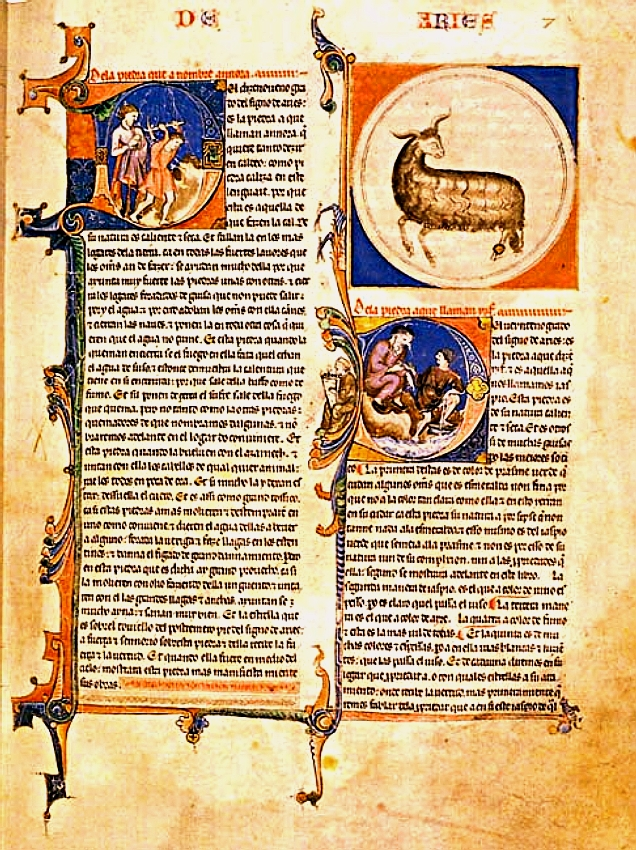
Manuscrit h.I.15 du Lapidario

Le Lapidario (lapidaire) est un traité de médecine et de magie qui aborde les propriétés des pierres en relation avec l'astronomie. Le plus connu est celui traduit en castillan pour le roi Alphonse X de Castille, à qui est destiné le traité rédigé vers 1250, même s'il a pu être à nouveau traduit, corrigé, augmenté et réorganisé entre 1276 et 1279.

## Les lapidaires arabes
Les lapidaires arabes ont généralement un caractère plus minéralogique, à la différence du lapidaire d'Alphonse X, qui contient des aspects astrologiques et magiques.
Parmi ces lapidaires, celui de Muhammad Ibn  Mansur a été écrit au XIIe siècle et est dédié au sultan abbasside de Perse. Dans ce traité sont décrites certaines caractéristiques des pierres: comme le poids, la dureté, la variété, la localisation, etc.
Le traité de Tafasi, daté du XIIIe siècle, est divisé en 24 chapitres. Il est basé sur les écrits d'Aristote et de Belinas. On y parle de la génération de chaque pierre, ainsi que des qualités, prix, variétés et des défauts et des imperfections dont on peut souffrir à cause des pierres.

## Le lapidaire d'Alphonse X
Le livre est constitué comme une somme de traités grecs, hellénistiques et arabes compilés et traduits, selon ce qui semble, par Yehuda ben Moshe (es) (Yehuda Mosca ou «Mosca el Coheneso»), médecin royal et astronome. Ce traité est considéré comme le premier manuscrit scientifique écrit dans une langue romane (le castillan).
Le Lapidaire d'Alphonse X, a aussi un caractère de talisman, car les pierres reçoivent l'influence de la lumière des astres, et à cause de cela, chaque pierre possède une influence sur les hommes, qui s'ajoute l'influence qui vient directement des signes du zodiaque.
Le manuscrit qui nous est parvenu (Ms. h.I.15 de la Bibliothèque royale du monastère de San Lorenzo de El Escorial (es)) est illustré d'environ cinquante miniatures d'animaux du zodiaque sur un total de 638 illustrations et initiales polychromes, avec une grande variété de lettres capitales historiées. Dans ce type de traités médiévaux d'origine arabe (bien que la version principale et originale soit en syriaque, langue de la famille de l'araméen du VIIe siècle) sur les vertus curatives et magiques des pierres, l'astrologie joue un grand rôle, car elle modifie les propriétés de ces pierres.
L'œuvre a été augmentée en 1279 avec le Libro de las formas e imágenes que están en los cielos, plus connu comme Tablas del Lapidario, conservée également dans la Biblioteca del Escorial avec la cote h.I.16.

## Structure
Le Lapidario contient en réalité quatre livres distincts: 
- selon les degrés des signes du zodiaque,
- selon les phases des signes,
- selon la conjonction des planètes
- suivant un ordre alphabétique.

Le Lapidaire présente les notices de 360 pierres, autant que de degrés du cercle zodiacal, avec leurs qualités et leurs utilisations pharmacologiques.

## Historique
Le Lapidaire trouve son origine dans un texte d'Aristote, probablement apocryphe, qui date du IVe siècle. Cette influence est mentionnée dans le prologue, où est mentionné qu'auparavant a été écrit un livre dans lequel le philosophe grec a nommé sept-cents pierres et en a décrit leur couleur, grandeur, vertu et localisation.
Le Lapidaire se divise en quatre livres, dont le premier est attribué à Abolays. On ne possède pas de références exactes sur l'identité d'Abolays, mais on sait qu'il s'agit d'un maure d'ascendance chaldéenne, qui a obtenu le livre par l'intermédiaire d'un ami, qui distribuait ce genre d'ouvrage. Au texte qui lui a été transmis, Abolays a ajouté la liste des qualités des pierres et la manière dont elles agissent par l'intermédiaire des étoiles dont elles reçoivent force et vertu.
Dans le prologue du Lapidaire d'Alphonse, on mentionne que c'est Abolays qui a traduit l'œuvre du chaldéen en arabe. Après la mort d'Abolays, le manuscrit original en arabe, est arrivé dans les mains d'un juif de Tolède, réticent à céder facilement le livre. Entre 1244 et 1245 ─ comme faisant partie de l'entreprise culturelle d'Alphonse X le Sage et de son atelier de traducteurs de Tolède ─ le manuscrit a été traduit en castillan par Yehuda Mosca, un médecin juif, et par le clerc Garcí Pérez.

### Source de la traduction
- (es) Cet article est partiellement ou en totalité issu de l’article de Wikipédia en espagnol intitulé « Lapidario » (voir la liste des auteurs).

### Éditions
- Brey Mariño, María, Lapidario, [Valence], Castalia (Odres Nuevos), 1968.
- Rodríguez Montalvo, Sagrario y Lapeza, Rafael (ed. introd. y pról.) "Lapidario" : (según el manuscrito escurialense H.I. 15), Madrid, Gredos (Biblioteca Románica Hispánica, IV: Textos, 14), 1981.
- Biblioteca Virtual Miguel de Cervantes, Alicante, 2004 (édition numérique).